# Brigada 2 Secuiască
Brigada 2 Secuiască a fost o mare unitate de nivel tactic, încadrată nominal în Armata Roșie ungară în perioada Republii Sfaturilor (stat aflat sub conducerea regimului comunist al lui Béla Kun). 
Brigada s-a format în timpul Războiului româno-ungar din 1919 în regiunea Kál – Kápolna – Füzesabony, începând cu sfârșitul lunii aprilie 1919. În structura ei au fost încadrate alături de alte trupe, efectivele rămase din Divizia Secuiască după Ofensiva Armatei României din aprilie 1919. Marea unitate – formată din două regimente – a fost încadrată în dispozitivul Corpului 3 Armată, fiind comandată de colonelului István Czikely și având ca șef de stat-major pe căpitanul István Rónay. 
În timpul conflictului dintre trupele ungare cu cele române și cehoslovace a participat în iunie 1919 la ofensiva împotriva trupelor cehe în regiunea Miskolc și în luna iulie au revenit pe linia Tisei în zona Tokaj, în momentul începerii atacului împotriva trupelor române.  După trecerea de către trupele române a Tisei, odată cu prăbușirea defensivei ungare o parte dintre militarii Brigăzii Secuiești au căzut în  prizonieratul românesc, cea mai mare parte (aproximativ 3.500 de oameni: patru batalioane, alături de  artileria brigăzii) salvându-se însă din încercuirea trupelor române sub comanda căpitanul Kálmán Verbőczy. Aceștia au trecut Dunărea în Transdanubia, unde s-a alăturat trupelor contrarevoluționare ale lui Miklós Horthy. 
La începutul anului 1920, militarii Brigăzii 2 Secuiești au fost dispersați în alte unități militare ale armatei ungare și o parte dintre ei au fost  demobilizați.
| Imagine indisponibilă                                                    |  | Imagine indisponibilă            |
| Dispunerea forțelor pe linia Tisei înainte de începerea ofensivei ungare |  | Atacul împotriva trupelor române |